# Лащенко Петро Миколайович
Петро Миколайович Лащенко (6 [19] грудня 1910 — 21 квітня 1992) — радянський військовий діяч, 1-й заступник головнокомандувача Сухопутними військами СРСР, генерал армії (1968). Герой Радянського Союзу (1943). Депутат Верховної Ради УРСР 5-го скликання. Депутат Верховної Ради СРСР 7—9-го скликань. Член ЦК КПУ в 1966—1971 р. Член Центральної Ревізійної Комісії КПРС у 1966—1971 р.

## Біографія
Народився 6 (19) грудня 1910 року у селянській родині в селі Тур'я (тепер Сновського району Чернігівської області України). Працював у сільському господарстві та в колгоспі.
З листопада 1930 року — у Червоній армії.
Член ВКП(б) з 1931 року.
У 1933 році закінчив Владивостоцьку військову піхотну школу.
У листопаді 1933 — листопаді 1938 р. — командир стрілецького взводу, командир навчального взводу, командир роти, помічник начальника штабу 3-го стрілецького полку Московської Пролетарської стрілецької дивізії.
У 1940 році закінчив Військову академію РСЧА імені Фрунзе.
З лютого 1940 року — помічник начальника оперативного відділу штабу 35-го стрілецького корпусу 9-ї армії Одеського військового округу.
Учасник радянсько-німецької війни з червня 1941 року, воював на Південному фронті. З серпня 1941 року — начальник відділення оперативного відділу штабу 49-ї армії Західного фронту, що брала участь у битві під Москвою. З червня 1942 року — заступник начальника штабу 60-ї армії Воронезького і Центрального фронтів.
У серпні 1943 року був призначений командиром 322-ї стрілецької дивізії Воронезького, Центрального і 1-го Українського фронтів. За уміле командування дивізією і особистий героїзм при форсуванні рік Сейм, Десна, Дніпро, Прип'ять Указом Президії Верховної Ради СРСР від 16 жовтня 1943 року полковникові Лащенку Петру Миколайовичу присвоєно звання Героя Радянського Союзу.
З 25 травня по 3 червня 1944 року — тимчасово виконував обов'язки командира 15-го стрілецького корпусу. У бою 23 липня 1944 року в ході Львівсько-Сандомирської операції був важко поранений і майже півроку знаходився в госпіталях. На фронт більше не повернувся.
У січні 1945 — травні 1946 р. — начальник Орловського піхотного училища. У травні 1946 — грудні 1949 р. — начальник Рязанського піхотного училища.
У 1951 році закінчив Вищу військову академію Генерального штабу Збройних Сил СРСР імені Ворошилова.
З січня 1952 року — начальник відділу оперативної підготовки — заступник начальника Оперативного управління штабу Групи радянських окупаційних військ у Німеччині. З вересня 1953 року командував 9-ю механізованою дивізією 3-ї гвардійської механізованої армії Групи радянських окупаційних військ у Німеччині.
У липні 1954 — вересні 1955 р. — командир 2-го стрілецького корпусу Прибалтійського військового округу.
У вересні 1955 — липні 1957 р. — командир Особливого корпусу радянських військ на території Угорської Народної Республіки. Брав активну участь у придушенні Угорської революції 1956 року.
У липні 1957 — травні 1959 р. — командувач 38-ю армією Прикарпатського військового округу.
У травні 1959 — вересні 1962 р. — 1-й заступник командувача військами — член Військової ради Київського військового округу.
У вересні 1962 — травні 1964 р. — 1-й заступник командувача військами — член Військової ради Прикарпатського військового округу.
У травні 1964 — серпні 1967 р. — командувач військами Червонопрапорного Прикарпатського військового округу.
У серпні 1967 — грудні 1968 р. — головний військовий радник СРСР у Об'єднаній Арабській Республіці. Займався відновленням боєздатності єгипетської армії.
У грудні 1968 — червні 1976 р. — 1-й заступник головнокомандувача Сухопутними військами СРСР.
У червні 1976 — 1992 р. — військовий інспектор-радник Групи генеральних інспекторів Міністерства оборони СРСР.
Проживав у Москві. Похований на Новодівочому кладовищі.

## Звання
- генерал-майор (3.06.1944)
- генерал-лейтенант (8.08.1955)
- генерал-полковник (6.05.1961)
- генерал армії (19.02.1968)

## Нагороди
- Герой Радянського Союзу (16.10.1943)
- чотири ордени Леніна
- три ордени Червоного Прапора (16.12.1941, 30.08.1944,)
- орден Жовтневої Революції
- орден Трудового Червоного Прапора
- орден Суворова 2-го ст. (23.09.1943)
- орден Богдана Хмельницького 2-го ст. (10.01.1944)
- два ордени Вітчизняної війни 1-го ст. (10.03.1943, 11.03.1985)
- орден Червоної Зірки
- орден «За службу Батьківщині у Збройних Силах СРСР» 2-го ст.
- орден «За службу Батьківщині у Збройних Силах СРСР» 3-го ст.
- ордени
- медалі